# Pollia bracteata
Pollia bracteata är en himmelsblomsväxtart som beskrevs av Karl Moritz Schumann. Pollia bracteata ingår i släktet Pollia och familjen himmelsblomsväxter. Inga underarter finns listade.